# Colección de Estudio Kern

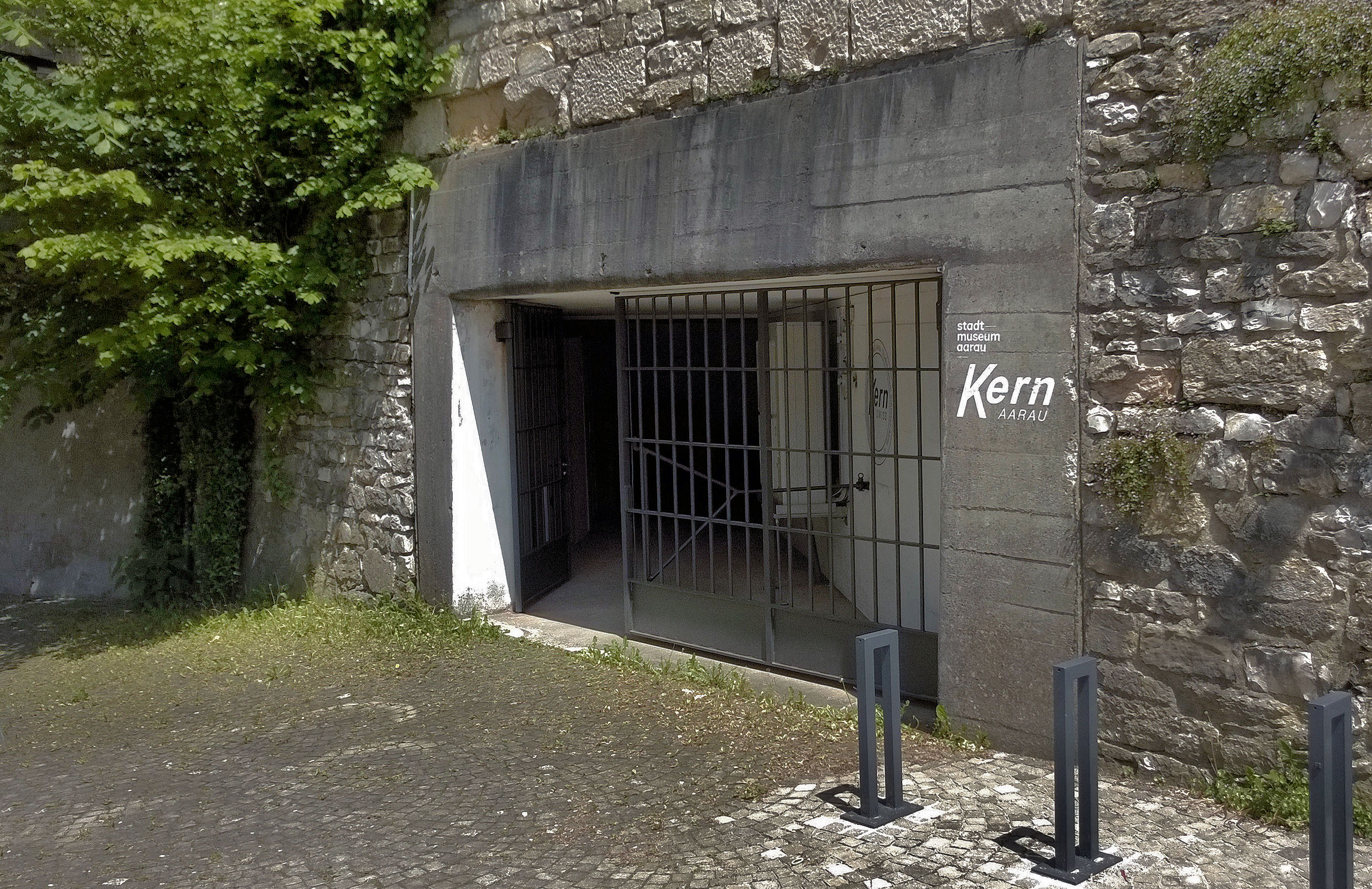
Acceso al estudio

La Colección de Estudio Kern (nombre original en alemán:Studiensammlung Kern) es una exposición del equipo histórico de la compañía de instrumentos de precisión Kern & Co., situado en la ciudad suiza de Aarau.

## Historia
El renombrado fabricante de instrumentos de medición Kern & Co. AG se cerró en 1992, después de ser absorbido por la empresa Wild Heerbrugg en 1988. Una amplia colección de dispositivos, documentos, imágenes, libros y una biblioteca históricamente valiosos, ha sido donada al museo de Aarau.
Una pequeña parte de la colección abierta al público se creó en 1998 en un ático de Schlössliturmes. El resto permaneció depositado en varios almacenes, debido a la falta de un espacio adecuado para presentar adecuadamente la extensa colección.
No fue hasta 2008 cuando se construyó para la Colección Kern una instalación en las inmediaciones del museo de la ciudad. Con gran esfuerzo, las instalaciones fueron renovadas y provistas de las instalaciones necesarias para la recepción de los visitantes.
Desde mayo de 2009 la colección permanece en la sede del estudio central.
Como su nombre indica, en una colección de estudio los objetos mostrados generalmente no se exhiben detrás de vitrinas de vidrio. El público tiene la oportunidad de observar los objetos en funcionamiento y ocasionalmente manipularlos ellos mismos, en presencia y con el apoyo de profesionales. Debido a los costos de personal, el museo no está permanentemente abierto, pudiendo visitarse solo en ciertos momentos o con cita previa.